# 西咸
西咸中国古代星官之一，属二十八宿东方七宿的房宿，含有4颗星，位于现代西方星座的天秤座和天蝎座。《甘石星经》载：
西咸四星，在氐东，主治淫佚。
清代的星表《仪象考成》，西咸增加了2颗星。

## 所含恒星及对应西方名称[1]
| 西咸一   | ξ1, 2 Sco |
| 西咸二   | 48 Lib    |
| 西咸三   | θ Lib     |
| 西咸四   | η Lib     |
|          |           |
| 西咸增一 | 50 Lib    |
| 西咸增二 | （无）    |